# Rohff

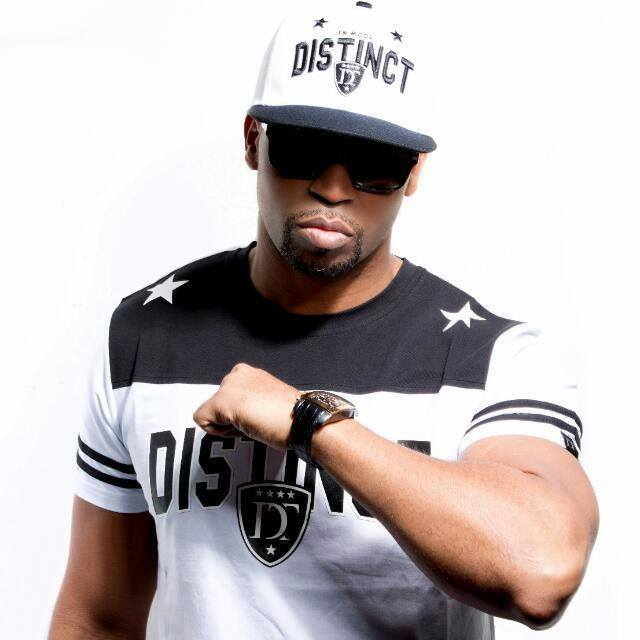
Rohff

Rohff (* 15. Dezember 1977 auf den Komoren, Mbeni, Njazidja; bürgerlich Housni Mkouboi) ist ein französischer Rapper, der vor allem in Frankreich sehr erfolgreich ist.

## Biografie
Rohff kommt aus dem Pariser Vorort Vitry-sur-Seine (Département Val-de-Marne). Mit der Rapgruppe Mafia K’1 Fry nahm er 1999 das Album Légendaire auf.
2003 veröffentlichte er mit der Mafia das zweite Album (La Cerise sur le Ghetto).
1999 veröffentlichte er sein erstes Soloalbum Le Code de l´Honneur, welches als Hardcore-Rap-Album des französischen Hip-Hop galt, aber weniger erfolgreich war.
Im Jahr 2004 erschien La Fierté des Nôtres. Sein neuestes Werk ist das im Jahr 2005 erschienene Au-delà de mes Limites.
Sein Album Le Code de l'Horreur war bereits für 2006/2007 angekündigt. Aufgrund eines Gefängnisaufenthalts, aus dem er erst Januar 2008 entlassen wurde, musste sich die Veröffentlichung auf unbestimmte Zeit verschieben. Als Produzent ist auch der aus Deutschland kommende Gee Futuristic vertreten, der auch schon auf Produktionen für Bushido (Heavy Metal Payback) vertreten ist.
Das im Jahr 2018 erschienene Album Surnaturel wurde unter anderem von dem deutschen Produzenten Denis The Producer produziert, der auch schon mit deutschen und amerikanischen Größen zusammengearbeitet hat. Er steuerte die Beats zu den beiden Songs Malsain und Loup Solitaire bei.

## Diskografie

### Alben
| Jahr | Titel                                        | Höchstplatzierung, Gesamtwochen, AuszeichnungChartplatzierungen (Jahr, Titel, Platzierungen, Wochen, Auszeichnungen, Anmerkungen) | Höchstplatzierung, Gesamtwochen, AuszeichnungChartplatzierungen (Jahr, Titel, Platzierungen, Wochen, Auszeichnungen, Anmerkungen) | Höchstplatzierung, Gesamtwochen, AuszeichnungChartplatzierungen (Jahr, Titel, Platzierungen, Wochen, Auszeichnungen, Anmerkungen) | Anmerkungen                                                           |
| Jahr | Titel                                        | FR | BEW | CH | Anmerkungen                                                           |
| ---- | -------------------------------------------- | --- | --- | --- | --------------------------------------------------------------------- |
| 2001 | La vie avant la mort                         | FR5 ×2Doppelgold · (55 Wo.)FR | BEW26 (7 Wo.)BEW | CH89 (2 Wo.)CH | Erstveröffentlichung: 24. September 2001                              |
| 2004 | La fierté des nôtres                         | FR5 ×2Doppelgold · (77 Wo.)FR | BEW37 (12 Wo.)BEW | CH27 (18 Wo.)CH | Erstveröffentlichung: 21. Juni 2004                                   |
| 2005 | Au-delà de mes limites                       | FR3 Platin · (32 Wo.)FR | — | CH64 (3 Wo.)CH | Erstveröffentlichung: 28. November 2005 Charteinstieg in CH erst 2015 |
| 2007 | Au-delà de mes limites – Classics            | FR27 (24 Wo.)FR | — | — | Wiederveröffentlichung von Au-delà de mes limites                     |
| 2008 | Le code de l’horreur                         | FR4 Platin · (40 Wo.)FR | BEW27 (16 Wo.)BEW | — | Erstveröffentlichung: 15. Dezember 2008                               |
| 2010 | La Cuenta                                    | FR11 Gold · (19 Wo.)FR | BEW53 (9 Wo.)BEW | CH92 (1 Wo.)CH | Erstveröffentlichung: 13. Dezember 2010                               |
| 2013 | P.D.R.G. (Pouvoir – Danger – Respect & Game) | FR2 (24 Wo.)FR | BEW4 (21 Wo.)BEW | CH25 (2 Wo.)CH | Erstveröffentlichung: 23. September 2013                              |
| 2015 | Rohff Game                                   | FR14 Gold · (16 Wo.)FR | BEW23 (12 Wo.)BEW | CH61 (1 Wo.)CH | Erstveröffentlichung: 4. Dezember 2015                                |
| 2018 | Surnaturel                                   | FR6 Gold · (22 Wo.)FR | BEW32 (9 Wo.)BEW | CH45 (1 Wo.)CH | Erstveröffentlichung: 14. Dezember 2018                               |
| 2021 | Grand Monsieur                               | FR11 (15 Wo.)FR | BEW28 (6 Wo.)BEW | CH60 (1 Wo.)CH | Erstveröffentlichung: 9. Dezember 2021                                |
| 2024 | Fitna                                        | FR9 (7 Wo.)FR | BEW92 (2 Wo.)BEW | — | Erstveröffentlichung: 21. Juni 2024                                   |

Weitere Alben
- 1998: Le code de l’honneur

### Mixtapes
| Jahr | Titel                                    | Höchstplatzierung, Gesamtwochen, AuszeichnungChartplatzierungen (Jahr, Titel, Platzierungen, Wochen, Auszeichnungen, Anmerkungen) | Höchstplatzierung, Gesamtwochen, AuszeichnungChartplatzierungen (Jahr, Titel, Platzierungen, Wochen, Auszeichnungen, Anmerkungen) | Höchstplatzierung, Gesamtwochen, AuszeichnungChartplatzierungen (Jahr, Titel, Platzierungen, Wochen, Auszeichnungen, Anmerkungen) | Anmerkungen                        |
| Jahr | Titel                                    | FR | BEW | CH | Anmerkungen                        |
| ---- | ---------------------------------------- | --- | --- | --- | ---------------------------------- |
| 2007 | Le cauchemar du rap français: Chapitre 1 | FR22 (17 Wo.)FR | — | — | Erstveröffentlichung: 2. Juli 2007 |

Weitere Mixtapes
- 2004: 1994-2004: 10 ans d’avance

### Livealben
| Jahr | Titel           | Höchstplatzierung, Gesamtwochen, AuszeichnungChartplatzierungen (Jahr, Titel, Platzierungen, Wochen, Auszeichnungen, Anmerkungen) | Höchstplatzierung, Gesamtwochen, AuszeichnungChartplatzierungen (Jahr, Titel, Platzierungen, Wochen, Auszeichnungen, Anmerkungen) | Höchstplatzierung, Gesamtwochen, AuszeichnungChartplatzierungen (Jahr, Titel, Platzierungen, Wochen, Auszeichnungen, Anmerkungen) | Anmerkungen                             |
| Jahr | Titel           | FR | BEW | CH | Anmerkungen                             |
| ---- | --------------- | --- | --- | --- | --------------------------------------- |
| 2009 | Zénith Classics | FR97 (11 Wo.)FR | — | — | Erstveröffentlichung: 18. Dezember 2009 |

### Singles
| Jahr | Titel Album                                       | Höchstplatzierung, Gesamtwochen, AuszeichnungChartplatzierungen (Jahr, Titel, Album, Platzierungen, Wochen, Auszeichnungen, Anmerkungen) | Höchstplatzierung, Gesamtwochen, AuszeichnungChartplatzierungen (Jahr, Titel, Album, Platzierungen, Wochen, Auszeichnungen, Anmerkungen) | Höchstplatzierung, Gesamtwochen, AuszeichnungChartplatzierungen (Jahr, Titel, Album, Platzierungen, Wochen, Auszeichnungen, Anmerkungen) | Anmerkungen                                                   |
| Jahr | Titel Album                                       | FR | BEW | CH | Anmerkungen                                                   |
| --- | ------------------------------------------------- | --- | --- | --- | ------------------------------------------------------------- |
| 2001 | R.O.H.F.F. La vie avant la mort                   | FR72 (2 Wo.)FR | — | — | Erstveröffentlichung: 21. Juli 2001                           |
| 2001 | TDSI La vie avant la mort                         | FR38 (15 Wo.)FR | — | — | Erstveröffentlichung: 24. November 2001                       |
| 2002 | Qui est l’exemple? La vie avant la mort           | FR1 Platin · (34 Wo.)FR | BEW5 (22 Wo.)BEW | CH3 (24 Wo.)CH | Erstveröffentlichung: 28. Januar 2002                         |
| 2002 | 5,9,1 La vie avant la mort                        | FR15 Gold · (18 Wo.)FR | BEW39 (3 Wo.)BEW | — | Erstveröffentlichung: 20. Juli 2002 feat. Assia               |
| 2004 | 94 La fierté des nôtres                           | FR68 (5 Wo.)FR | BEW5 (22 Wo.)BEW | — | Erstveröffentlichung: 19. April 2004                          |
| 2004 | Le son qui tue La fierté des nôtres               | FR17 (24 Wo.)FR | BEW3 (17 Wo.)BEW | CH19 (22 Wo.)CH | Erstveröffentlichung: 11. Juni 2004 mit Natty                 |
| 2004 | Zone internationale La fierté des nôtres          | FR45 (11 Wo.)FR | BEW37 (2 Wo.)BEW | CH62 (6 Wo.)CH | Erstveröffentlichung: 24. September 2004 mit Roldan G. Rivero |
| 2005 | Charisme La fierté des nôtres                     | FR27 (14 Wo.)FR | — | — | Erstveröffentlichung: 22. April 2005 mit Wallen               |
| 2005 | Ça fait plaisir La fierté des nôtres              | FR53 (14 Wo.)FR | — | — | mit Intouchables                                              |
| 2005 | La puissance Au-delà de mes limites               | FR14 (20 Wo.)FR | — | — | Erstveröffentlichung: 25. November 2005                       |
| 2006 | Starfuckeuse Au-delà de mes limites               | FR55 (12 Wo.)FR | — | CH84 (3 Wo.)CH |                                                               |
| 2006 | La résurrection Au-delà de mes limites – Classics | FR37 (23 Wo.)FR | — | — | Erstveröffentlichung: 10. Juli 2006                           |
| 2012 | K-SOS Musik P.D.R.G.                              | FR18 (9 Wo.)FR | — | — | Erstveröffentlichung: 27. November 2012                       |
| 2013 | Dounia P.D.R.G.                                   | FR29 (6 Wo.)FR | — | — | Erstveröffentlichung: 3. Juni 2013                            |
| 2013 | J’accélère P.D.R.G.                               | FR19 (16 Wo.)FR | — | — | Erstveröffentlichung: 24. Juni 2013                           |
| 2014 | Soleil –                                          | FR80 (2 Wo.)FR | — | — | Erstveröffentlichung: 29. Juli 2014                           |
| 2015 | Du sale –                                         | FR49 (1 Wo.)FR | — | — | Erstveröffentlichung: 23. März 2015                           |
| 2015 | Suge Knight –                                     | FR40 (1 Wo.)FR | — | — | Erstveröffentlichung: 4. Mai 2015                             |
| 2015 | Sans forcer –                                     | FR53 (4 Wo.)FR | — | — | Erstveröffentlichung: 24. Juli 2015                           |
| 2015 | Rohff Game                                        | FR50 (2 Wo.)FR | — | — | Erstveröffentlichung: 11. November 2015                       |
| 2016 | Dans le game –                                    | FR119 (2 Wo.)FR | — | — | Erstveröffentlichung: 6. Mai 2016                             |
| 2017 | Hors de contrôle –                                | FR4 (3 Wo.)FR | — | — | Erstveröffentlichung: 28. April 2017                          |
| 2017 | J’te donne même pas l’heure –                     | FR73 (1 Wo.)FR | — | — | Erstveröffentlichung: 19. Mai 2017 mit I.K & A2L              |
| 2017 | Saturne –                                         | FR60 (1 Wo.)FR | — | — | Erstveröffentlichung: 21. August 2017                         |
| 2017 | Broly –                                           | FR7 (2 Wo.)FR | — | — | Erstveröffentlichung: 29. September 2017                      |
| 2017 | Détrôné –                                         | FR36 (2 Wo.)FR | — | — | Erstveröffentlichung: 15. Dezember 2017 feat. Nej’            |
| 2018 | Dans le vrai –                                    | FR32 (1 Wo.)FR | — | — | Erstveröffentlichung: 23. Februar 2018                        |
| 2020 | T’as capté #TCT –                                 | FR194 (1 Wo.)FR | — | — | Erstveröffentlichung: 20. März 2020                           |
| 2020 | Solo –                                            | FR145 (1 Wo.)FR | — | — | Erstveröffentlichung: 27. März 2020                           |
| 2020 | Sécurisé Grand Monsieur                           | FR40 (3 Wo.)FR | — | — | Erstveröffentlichung: 24. Dezember 2020 feat. Dadju           |
| 2021 | Legend Grand Monsieur                             | FR60 (4 Wo.)FR | — | — | Erstveröffentlichung: 25. November 2021 feat. Jul             |
| Folgende Lieder erschienen nicht als Single, wurden aber durch das Album zum Download und Streaming bereitgestellt und konnten somit eine Platzierung erlangen: |                                                   | | | |                                                               |
| |                                                   | | | |                                                               |
| 2013 | Ti amo t’es à moi P.D.R.G.                        | FR94 (2 Wo.)FR | — | — | mit Amel Bent                                                 |
| 2013 | Déterminé P.D.R.G.                                | FR96 (7 Wo.)FR | — | — |                                                               |
| 2013 | Zlatana P.D.R.G.                                  | FR109 (1 Wo.)FR | — | — |                                                               |
| 2013 | Futurs nouveaux amis P.D.R.G.                     | FR192 (1 Wo.)FR | — | — |                                                               |
| 2013 | Maudit P.D.R.G.                                   | FR197 (1 Wo.)FR | — | — |                                                               |
| 2013 | P.D.R.G.                                          | FR198 (1 Wo.)FR | — | — |                                                               |
| 2014 | L’oseille P.D.R.G.                                | FR194 (1 Wo.)FR | — | — |                                                               |
| 2015 | La crème de la crème Rohff Game                   | FR77 (1 Wo.)FR | — | — | feat. Lacrim                                                  |
| 2015 | Bijou Rohff Game                                  | FR181 (2 Wo.)FR | — | — | feat. Awa Imani                                               |
| 2018 | Persona non grata Surnaturel                      | FR65 (1 Wo.)FR | — | — | feat. Niro                                                    |
| 2018 | La Force Surnaturel                               | FR83 (2 Wo.)FR | — | — |                                                               |
| 2018 | Testament II Surnaturel                           | FR95 (1 Wo.)FR | — | — |                                                               |
| 2018 | Fille bien Surnaturel                             | FR113 (1 Wo.)FR | — | — |                                                               |
| 2018 | J’arrache tout Surnaturel                         | FR120 (2 Wo.)FR | — | — |                                                               |
| 2018 | #sntl Surnaturel                                  | FR127 (1 Wo.)FR | — | — |                                                               |
| 2018 | #rohffback Surnaturel                             | FR131 (1 Wo.)FR | — | — |                                                               |
| 2018 | Aime moi à l’imparfait Surnaturel                 | FR137 (1 Wo.)FR | — | — |                                                               |
| 2018 | J’ai passé l’âge Surnaturel                       | FR138 (1 Wo.)FR | — | — |                                                               |
| 2018 | Cadeaux de l’éternel Surnaturel                   | FR183 (1 Wo.)FR | — | — |                                                               |
| 2021 | GM10 Grand Monsieur                               | FR141 (1 Wo.)FR | — | — |                                                               |
| 2021 | Antibiotique Grand Monsieur                       | FR177 (1 Wo.)FR | — | — | feat. Naps                                                    |

### Als Gastmusiker
| Jahr | Titel Album                         | Höchstplatzierung, Gesamtwochen, AuszeichnungChartplatzierungen (Jahr, Titel, Album, Platzierungen, Wochen, Auszeichnungen, Anmerkungen) | Höchstplatzierung, Gesamtwochen, AuszeichnungChartplatzierungen (Jahr, Titel, Album, Platzierungen, Wochen, Auszeichnungen, Anmerkungen) | Höchstplatzierung, Gesamtwochen, AuszeichnungChartplatzierungen (Jahr, Titel, Album, Platzierungen, Wochen, Auszeichnungen, Anmerkungen) | Anmerkungen                                            |
| Jahr | Titel Album                         | FR | BEW | CH | Anmerkungen                                            |
| --- | ----------------------------------- | --- | --- | --- | ------------------------------------------------------ |
| 2002 | Get Down Samedi Soir –              | FR42 (11 Wo.)FR | — | — | DJ Abdel feat. Rohff & Oliver Cheatham                 |
| 2008 | Pimp ma Life –                      | FR37 (20 Wo.)FR | — | — | TLF feat. Rohff                                        |
| 2012 | 4 étoiles Des jours meilleurs       | FR45 (22 Wo.)FR | — | — | Erstveröffentlichung: 25. Juni 2012 Sultan feat. Rohff |
| Folgende Lieder erschienen nicht als Single, wurden aber durch das Album zum Download und Streaming bereitgestellt und konnten somit eine Platzierung erlangen: |                                     | | | |                                                        |
| |                                     | | | |                                                        |
| 2019 | C’est la guerre On est fait pour ça | FR120 (1 Wo.)FR | — | — | Charteinstieg: 5. Juli 2019 Naps feat. Rohff           |

## Auszeichnungen für Musikverkäufe
Anmerkung: Auszeichnungen in Ländern aus den Charttabellen bzw. Chartboxen sind in ebendiesen zu finden.
| Land/RegionAuszeichnungen für Musikverkäufe (Land/Region, Auszeichnungen, Verkäufe, Quellen) | Gold     | Platin     | Verkäufe | Quellen                     |
| -------------------------------------------------------------------------------------------- | -------- | ---------- | -------- | --------------------------- |
| Frankreich (SNEP)                                                                            | 8× Gold8 | 3× Platin3 | 950.000  | snepmusique.com infodisc.fr |
| Insgesamt                                                                                    | 8× Gold8 | 3× Platin3 |          |                             |